# Stewartichthys
Stewartichthys è un genere estinto di pesci teleostei,probabilmente appartenente all’ordine Albuliformes, vissuto durante il Cretaceo inferiore (Albiano superiore) nei mari dell’antico Bacino di Eromanga, nel Queensland settentrionale, Australia. Il genere è rappresentato dalla sola specie tipo, Stewartichthys leichhardti.

## Etimologia
Il nome generico deriva da Stewart Creek, una località vicina alla stazione Dunraven a nord-est di Richmond (Queensland), dove è stato rinvenuto l’olotipo. Il nome specifico è un omaggio all’esploratore tedesco-naturalizzato-australiano Ludwig Leichhardt.

## Provenienza
Il fossile proviene dalla Formazione Toolebuc, un’unità marina del Cretaceo inferiore (Albiano superiore) facente parte del Great Artesian Basin. Il reperto, catalogato come QMF 13861, è costituito dalla porzione posteriore del cranio e dalla parte anteriore del corpo.

## Descrizione
Stewartichthys leichhardti era un pesce osseo di medio-grandi dimensioni, con una lunghezza stimata tra 40 e 50 centimetri. Il neurocranio appare relativamente stretto, ma più ampio a livello delle autosfenotiche rispetto alla regione otica posteriore. Il tetto cranico è appiattito medialmente e curvato dolcemente verso il basso ai lati. La superficie neurocranica è leggermente depressa sopra l’encefalo, con ornamentazione superficiale costituita da creste basse, irregolari e spesso anastomizzate. I parietali sono grandi, trilobati e contribuiscono al tetto della fossa post-temporale. Il canale sensoriale sopraorbitale si estende nei parietali. Il supraoccipitale è solo parzialmente presente, con un piccolo cuneo che separa posteriormente i parietali.
La fossa del muscolo dilatatore è corta ma ampia e profonda anteriormente, con una base separata da una fessura tra sfenoide e pterotico. La spina sfenotica è assente. Lo pterotico è molto stretto posteriormente e non forma il margine dorsale della fossa post-temporale, analogamente a quanto osservato in Marathonichthys. Il canale sensoriale otico resta esposto. L’epiotico è ampio, con una robusta cresta sopra una fossa subepiotica scarsamente sviluppata. Il basioccipitale incorpora il primo centro vertebrale. Il parasfenoide è inclinato posteriormente verso l’alto e raggiunge l’estremità del neurocranio.
Il margine laterale del prootico è fortemente svasato verso il miodomo posteriore. Il basisfenoide è stretto dorsalmente e inclinato in avanti. È sostenuto inferiormente da un sottile splint parasfenoideo verticale. Il pterosfenoide e la parte posteriore superiore dell’orbito-sfenoide si articolano con una profonda espansione ventromediale del frontale. L’orbitosfenoide è separato dorsalmente dal frontale e attraversato anteriormente da un grande forame per il nervo olfattivo. La testa dell’osso iomandibolare è ampia a forma di V, con il ramo quasi verticale. Le prime vertebre mostrano una superficie laterale profondamente e irregolarmente frastagliata.

## Classificazione
Stewartichthys è stato attribuito con cautela all’ordine Albuliformes, un gruppo di teleostei comprendente forme sia marine che d'acqua dolce dal Cretaceo fino all'attuale. Il genere mostra caratteristiche in comune con altri presunti albuliformi cretacei come Osmeroides, Bullichthys e Marathonichthys, tra cui la forma dei parietali, la struttura della fossa post-temporale e l’articolazione del basicranio. Tuttavia, presenta una combinazione unica di tratti diagnostici che ne giustificano la collocazione in un nuovo genere.